# Anacleora
Anacleora là một chi bướm đêm thuộc họ Geometridae.